# 10. husarska domobranska pukovnija
10. domobranska varaždinska husarska pukovnija (Varazdiner Landwehrhusarenregiment Nr. 10, Varasdi 10. honvéd huszárezred) bila je husarska pukovnija u sastavu Kraljevskog hrvatskog domobranstva. Stožer pukovnije bio je u Varaždinu. I. bojna bojna imala je zapovjedništvo u Varaždinu, a II. u Virovitici. U vojnoj evidenciji kratica postrojbe bila je HonvHR 10 ili HHR 10.

## Povijest
1874., dotadašnji 10. konjanički odjel u Zagrebu te 29. i 31. samostalna konjanička satnija ustrojene su u 10. konjaničku pukovniju sa zapovjedništvom u Varaždinu. Prvotno je nazvana 10. domobranska ulanska pukovnija, ali je 1894. preformirana u husare. U svom je sastavu imala 1. zagrebački, 2. karlovački, 3. sisački i 4. osječki eskadron, dok se negdje spominje i postojanje 6 eskadrona.

### Prvi svjetski rat
Zapovjednik pukovnije 1914. bio je potpukovnik Alojz Hauer. 1915. njeni su eskadroni raspršeni po raznim postrojbama: 1. eskadron uključen je u 36. pješ. diviziju (talijanska bojišnica), 2. u 1. pješ. diviziju (istočna bojišnica), 3. u 145. pješ. brigadu (Beč), 4. u 42. domobransku pješačku diviziju (Tirol), 5. u 18. pješ. diviziju (talijanska bojišnica), a 6. u 59. pješ, diviziju (Ukrajina).
42. domobranska pješačka "Vražja" divizija je bila pod zapovjedništvom general-pukovnika Stjepana Sarkotića. To je jedna od najpoznatijih vojnih postrojbi hrvatske ratne prošlosti. Svoj ratni put počela je na srbijanskom ratištu, u Srijemu, kao dio snaga prvog udara. Kasnije sudjeluje u bitkama na Ceru i Kolubari, a zatim je upućena u Galiciju. Početkom 1915. godine bila je prebačena na talijansko ratište, gdje ostaje do kraja rata.

### Oslobađanje Međimurja
U prosincu 1918., časnici i domobrani sad već bivše 10. husarske pukovnije sudjelovali su u oslobađanju Međimurja od mađarske okupacije. Od vojnika bivše 10. husarske domobranske pukovnije sastavljena su 2 konjička eskadrona pod zapovjedništvom majora Mihajla Georgijevića i satnika Matije Čanića, koji su 20. prosinca krenuli u borbu za oslobođenje Međimurja.

### Raspuštanje
Stvaranjem Države Slovenaca, Hrvata i Srba pokrenut je krajem 1918. proces demobilizacije u kojem je raspušteno Hrvatsko domobranstvo. Raspuštanje domobranstva počelo je u studenome 1918. i nastavilo se u prvim mjesecima 1919. Početkom siječnja 1919. naređeno je ukidanje domobranskih pukovnija (kao i onih iz zajedničke austro-ugarske vojske).

## Ustroj
Konjanička satnija imala je 4 časnika te 167 dočasnika i domobrana ili ukupno 171 vojnika, ali samo 150 konja – 13 kopljanika/husara, 5 časničkih slugu, kovač, vidar i remenar nisu imali konje. Kako je 10. konjička pukovnija u Varaždinu imala pod svojim zapovjedništvom 4 satnije, to je ona mogla imati zajedno sa stožerom ukupno 735 vojnika – 30 časnika, 705 dočasnika i momčadi i 645 konja. Povoz pukovnije činilo je 12 kola i oko 35 konja.

## Zapovjednici
(svi u činu pukovnika osim Alojza Hauera i Franza Zwickera, potpukovnika)
- 1913. – 1914. Alojz Hauer
- 1912. Alexander Vas
- 1910. – 1911. Franz Zwicker
- 1907. – 1909. Béla Freih. v. Bothmer
- 1906. Adolf Kendefi
- 1903. – 1905. Baltazar Gyurits de Vitesz-Sokolgrada[5]

## Zanimljivost
Satnik Kokotović, pripadnik pukovnije, izumio je univerzalni ciljnik za pušku i pištolj, po njemu nazvan kokot.

## Vanjske poveznice
- Fotografije nekih časnika pukovnije i više o pukovniji i Kokotovićem izumu